# Osmorhiza claytonii
Osmorhiza claytonii är en flockblommig växtart som först beskrevs av André Michaux, och fick sitt nu gällande namn av Charles Baron Clarke. Osmorhiza claytonii ingår i släktet Osmorhiza och familjen flockblommiga växter. Inga underarter finns listade i Catalogue of Life.

## Bildgalleri

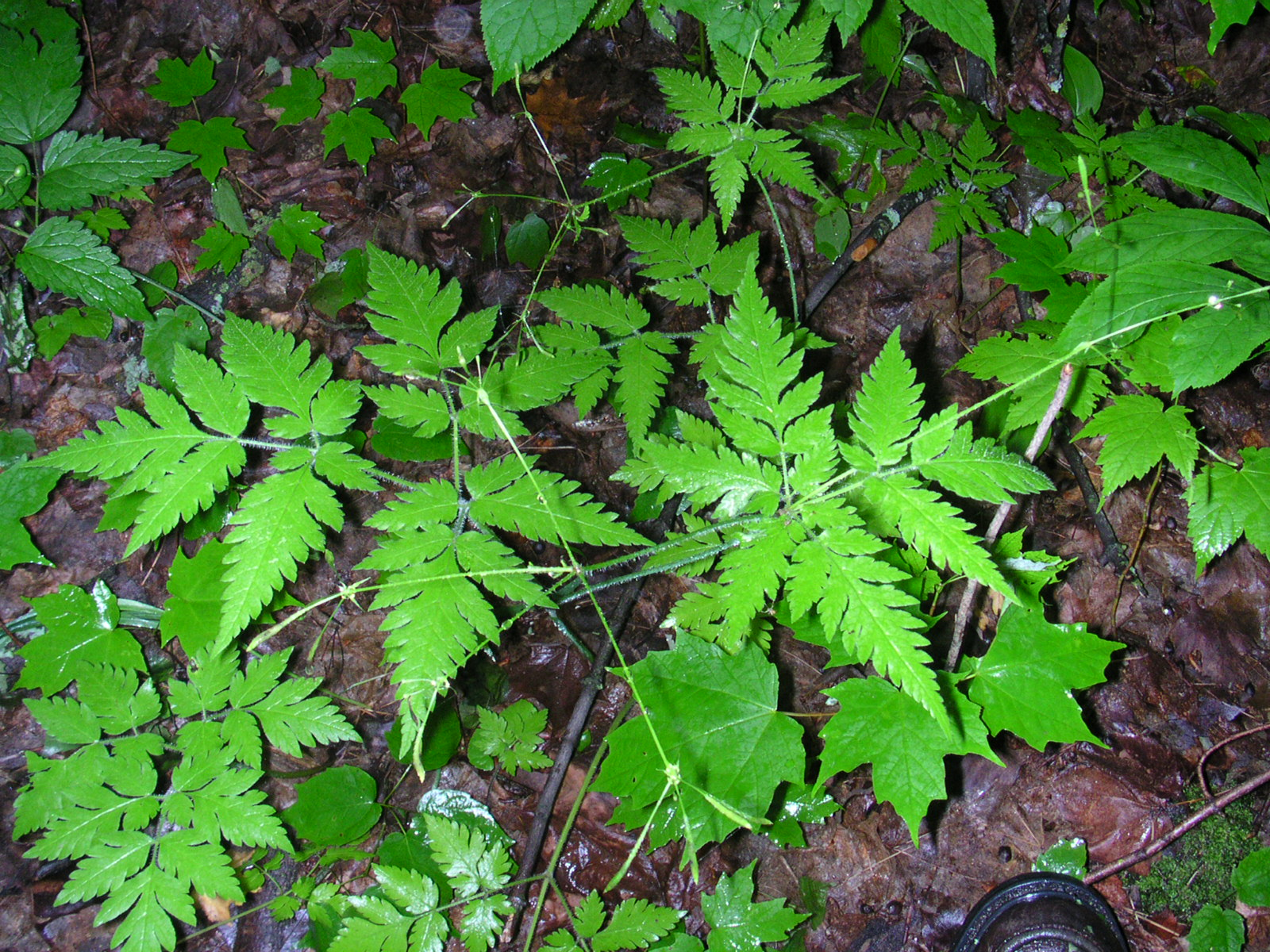
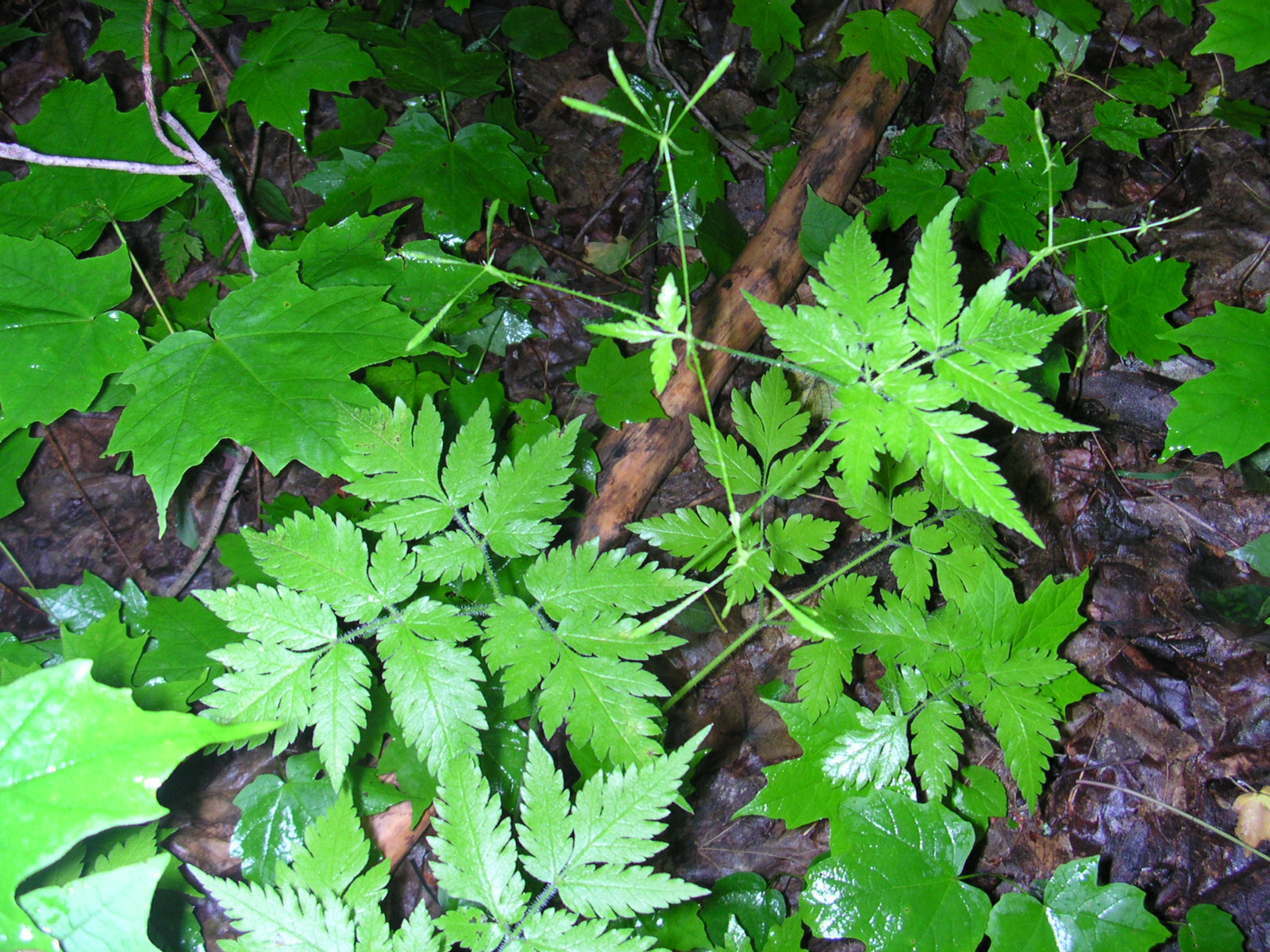
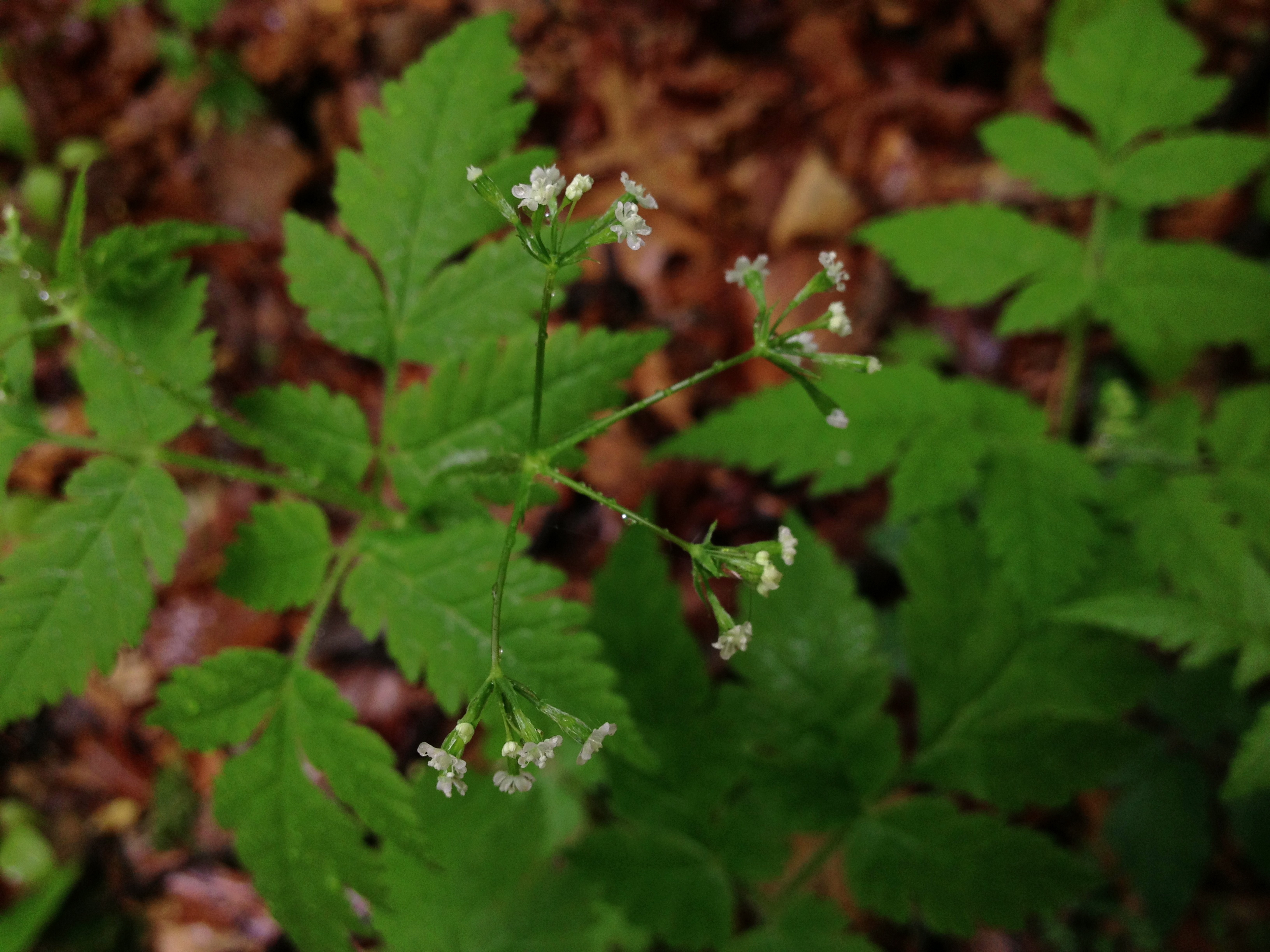
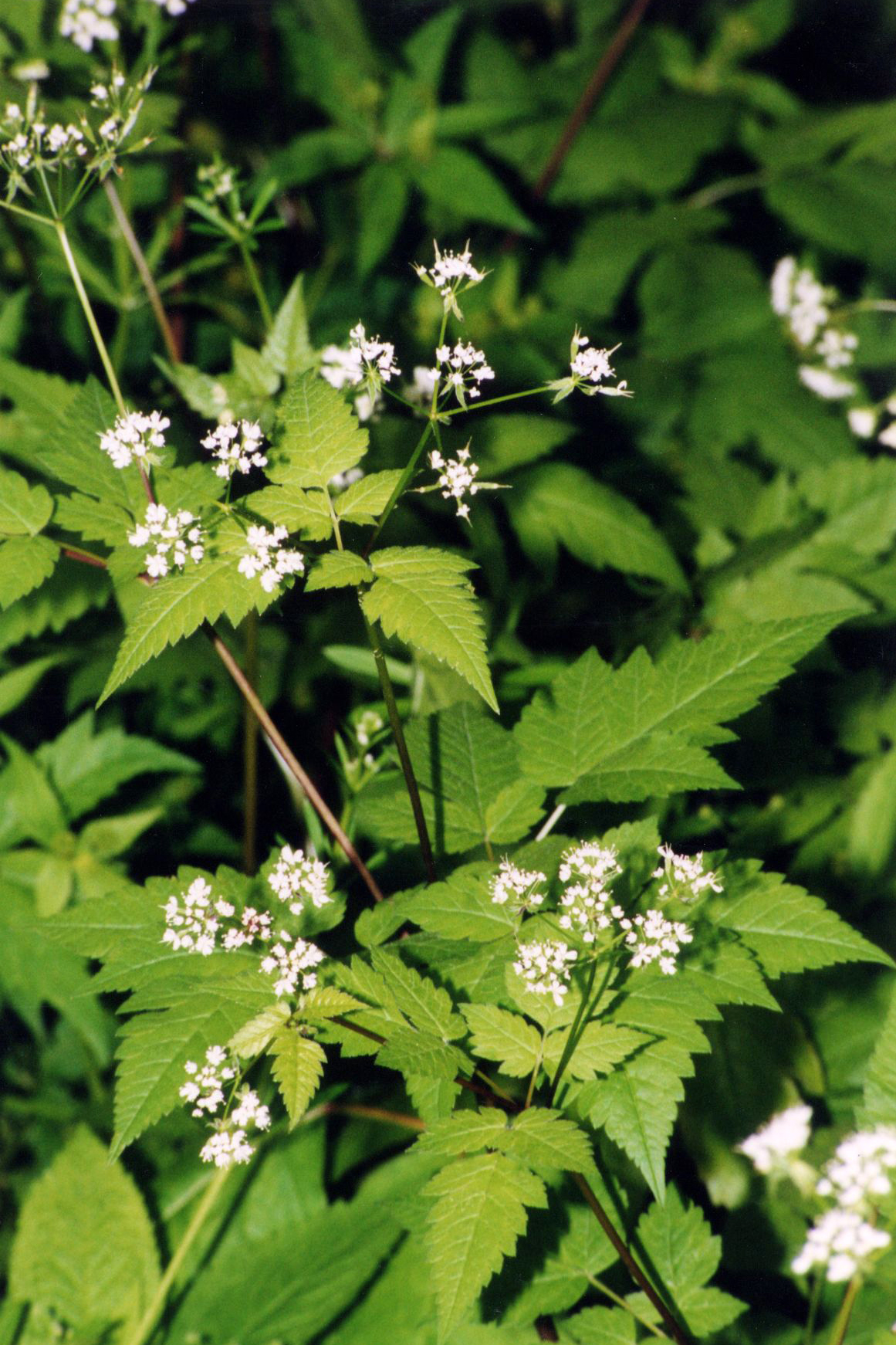